# Deh Cherāgh
Deh Cherāgh (persiska: ده چراغ) är en ort i Iran.   Den ligger i provinsen Kermanshah, i den västra delen av landet, 500 km väster om huvudstaden Teheran. Deh Cherāgh ligger 1 339 meter över havet och antalet invånare är 148.
Terrängen runt Deh Cherāgh är kuperad västerut, men österut är den platt.Runt Deh Cherāgh är det ganska tätbefolkat, med 60 invånare per kvadratkilometer. Närmaste större samhälle är Ravānsar, 10,5 km nordost om Deh Cherāgh. Trakten runt Deh Cherāgh består till största delen av jordbruksmark.